# María Mercader
María Mercader (* 6. März 1918 in Barcelona; † 26. Januar 2011 in Rom) war eine spanische Schauspielerin.

## Leben
Marcaders Filmkarriere begann 1939 in dem Operettenfilm Molinos de viento. Sie spielte hauptsächlich in den Jahren von 1939 bis 1952 in spanischen und italienischen Produktionen. Danach war sie nur noch selten in Filmen und Fernsehspielen zu sehen. Selten erlebten die Filme eine Veröffentlichung im deutschsprachigen Raum. Mercader war eine Cousine zweiten Grades oder die Schwester von Ramón Mercader, dem Mörder Leo Trotzkis. 
Bei den Dreharbeiten zu Un garibaldino al convento 1942 lernte sie Vittorio De Sica kennen. Dieser war der Regisseur des Films und mit der Schauspielerin Giuditta Rissone verheiratet. Zwar heirateten Mercader und De Sica 1959 in Mexiko, doch diese Ehe galt offiziell nicht. Erst ihre Heirat 1968 in Paris – De Sica hatte für die Scheidung von Rissone die französische Staatsbürgerschaft angenommen – wurde anerkannt. Der Komponist Manuel De Sica (1949–2014) und der Schauspieler Christian De Sica (* 1951) sind ihre gemeinsamen Söhne.
1978 erschien das von ihr verfasste Buch La mia vita con Vittorio De Sica, welches auch auf Spanisch (1980) und Französisch (1981) veröffentlicht wurde.

## Filmografie (Auswahl)
- 1939: Il segreto involabile
- 1941: Il re si diverte
- 1948: Der geheimnisvolle Chevaliere (Il cavaliere misterioso)
- 1952: Guten Tag, Herr Elefant (Buongiorno, elefante!)
- 1988: Das Haus der Freuden (La casa del sorriso)